# Erhardt Hohmuth
Erhardt Hohmuth (* 10. April 1915 in Ebersbach; † unbekannt) war ein deutscher Politiker und Funktionär der DDR-Blockpartei Demokratische Bauernpartei Deutschlands (DBD).
Die Eltern von Erhardt Hohmuth waren Landwirte. Nach dem Besuch der Volks- und der Landwirtschaftsschule übernahm er  1934 den elterlichen Hof. Er trat nach dem Zweiten Weltkrieg in die DBD ein und wurde in Ebersbach LPG-Vorsitzender. Von 1954 bis 1958 war er Mitglied der DBD-Fraktion der Volkskammer der DDR.